# 八戸マガジンUKIPAL
『八戸マガジンUKIPAL（ユキパル）』（ゆきぱる、ukipal）は、日本の出版社・企業組合ユキパルが発行する月刊誌。青森県八戸市を主な対象地域とする月刊の地域雑誌である。雑誌名の由来は青森県南地方の方言で「ゆきぱる」が「結わえる、結ぶ」の意味があることから来ている。

## 概要
2010年（平成22年）7月29日に創刊。特に全国最大規模の朝市である館鼻岸壁朝市に多く題材を集めて創刊された有料雑誌（当時は200円税込）である。当初はA5判サイズの季刊小冊子であったが、その後、取材対象を徐々に広げて、サイズもB5判、さらに現在のA4判に拡大した。2016年4月号 vol.23から月刊化し、2020年8月号vol.75からは定価350円。月1回発行。 八戸市内のコンビニ・書店（一部）で販売するほか、地域特産品を扱う自社運営の通販サイト〈朝市通販〉でも販売している。

## 発行の経緯
2008年（平成20年）8月、八戸市内のタウン情報誌などで取材編集活動を行っていた外和雅章が代表として企業組合ユキパルを起業。同年10月にフリーペーパー『元気創造ローカルマガジンゆきぱる』創刊発行し、11月に第2号を発行するも資金難とスタッフ間の方向性の喰い違いから3号制作途中で休止する。
以前関わっていたタウン情報誌とはテーマが異なる地域雑誌を模索していた外和は、地元の新聞や業界パンフレットなど印刷物の編集制作を続けていたが、2009年（平成21年）から3年間の緊急雇用対策事業の1つ〈八戸朝市銭湯横丁調査事業〉を受託する。その事業の中で毎週のように通っていた館鼻岸壁朝市の賑わいを再認識し、ここまで人が集まって賑わう朝市の魅力は何か、このエネルギーを青森県および八戸市の観光のポータルとしてもっと活用できないかと考えるようになった。当時、外和は八戸大学（現八戸学院大学）地域連携研究センターが主催し、大谷真樹氏（後に学長、インフィニティ国際学院学院長）が主任講師を務める社会人講座「起業家養成講座」も受講していた。その修了式を翌日に控え、予定されていたビジネスモデルプレゼン発表会に向け、スライドデータを作成していた最中に東日本大震災が発生した。そのタイトルが〈WEB八戸朝市〉であった。
延期されて5月に発表した〈WEB八戸朝市〉は、朝市を通じて八戸をPRする——がテーマであった。「①朝市は地場産品のショーケース。②朝市はメディア。③朝市はコミュニティ。」と定義した上で「実際の朝市（リアル）とWEB八戸朝市（バーチャル）を組み合わせて、地場産品販売の拡大を図る。八戸朝市を観光ポータルサイトの1つとしてWEBと紙媒体でPRする」という内容であった。
県の補助金なども活用し、2012年（平成24年）に〈WEB朝市通販〉を開設した。朝市通いが高じて妻の外和朋子を巻き込み、同年7月〈朝市通販みやげ屋〉として実際に出店するようになる。同年9月『館鼻岸壁朝市まっぷ秋版』を発行、『朝市まっぷ』第1号となった。
2015年（平成27年）10月に「ニッポンに届け！朝市の元気」をスローガンに開催された〈第20回全国朝市サミットin八戸〉で、編集長の外和はポスター、チラシなど印刷物作成のほか裏方のスタッフとして活動した。有料小冊子（A5判）で2010年7月に創刊していた『八戸リージョナルマガジン ユキパル』は朝市に多く題材を求め取材するなど朝市との結びつきが強く、一時期『朝市マガジン』と銘打ったこともある。人的資金的に発行体制に困難を抱え、しばらくは年4回の発行であったが、2016年（平成28年）4月から月刊化に踏み切った。その直後、取材編集をほぼ1人で担当する編集長の外和雅章が脳梗塞を発症する。幸い軽度であり入院することなく毎月発行を継続する。
2020年（令和2年）からは営業担当の外和朋子が代表となり2022年（令和4年）9月号で100号発行を達成した。
編集長の外和雅章は、「東日本大震災以前から日本全体に閉塞感が漂っているように思えたし、それらは真っ先に地方で直接的に現れていたと思う。だからこの土地でがんばって活動している人だったり地場産品だったりを発信して元気にしたいと思った。そうすることで地域の元気の源を、ぼく自身が分けてもらいたかった。そして現代のデジタル全盛の中で、朝市で対面販売というアナログな商いにはそういうエッセンスが詰まっているように思えたからです」と発行の動機をインタビュー取材で話している。

## 沿革
- 2010年7月29日にA5サイズの『八戸リージョナルマガジン〈ユキパル〉』（200円）創刊[5]
  - 創刊時は発行人・下村完児氏、編集人・外和雅章[5]
- 2011年3月号vol.3から300円[5]
- 月刊化を模索するも制作発行体制が整わず、事実上の季刊[5]
- 2012年8月にWEB-UKIPALとあわせWEB朝市通販を開設[5]
- 2013年9月に『館鼻岸壁朝市まっぷ秋号』を発行[5]
- 2014年4月以降、毎年春に年度版『館鼻岸壁朝市まっぷ』を発行[5]
- 2014年6月号vol.14からB5サイズ定価320円[5]
- 2016年2月号vol.22からA4サイズに拡大[5]
- 2016年4月号vol.23から月刊[5]
- 2020年2月号 vol.69から外和朋子が発行人[5]
- 2020年8月号vol.75から定価350円[5]
- 2022年9月号でvol.100号[5]

## 発行・販売体制
当初は市内の一部書店のみの販売だったが、2017年12月号vol.43で八戸市内の一部セブンイレブンの取扱いが始まり、2018年８月号vol.51からは八戸市内のローソン全店で取り扱われることになった。
また雑誌発行に協賛してくれる企業・店舗を〈ユキパルパートナーズ〉として小サイズの広告を定期掲載して４部ずつ配本している。また定期広告のスポンサーズには一定部数を納め、そこから愛読者が手に入れることも多い。さらに取材対象となった人が自身のPRに役立つとして、まとまった部数を買い上げて関係者に配布するケースもある。

## 主な企画
- 文化・経済面で活躍する八戸市内の人たち、また八戸と縁をもって活動する人にスポットをあてた特集記事
- 館鼻岸壁朝市まっぷ[7]
- それぞれの活動を紹介するコラム連載

## 2023年1月号現在のレギュラーコーナー
- ポール佐藤〈まちの音、まちの色〉[8]
- pacchi〈笑ってごらん〉[9]
- ゆいP〈朝市ダーツの旅〉[10]
- 朝市まっぷ2023[9]
- 唯の結[11]
- 良さん（佐々木良市）の〈なんだりかんだり」モノ語り〉
- ミニチュア工房ちびっつ＠の〈ちびびより〉[9]
- 〈格闘技アイディア〉パラエストラ八戸・西塚丈人[12]
- マサヤン（柾谷伸夫）の〈ぐだめぎ聞いでけさい！〉[12]
- 〈紙とネットとこの街で〉カスタネット沼畑武行[12]
- 八戸サバ嬢回遊記〈おつかれサバーです！〉[12]
- ニコ♡ヒロシの音楽あちこち旅[12]

## 別冊
- 館鼻岸壁朝市まっぷ（2013年から毎年4月中旬に発行。有料100円税込）[13]

## 発行地域
- 青森県八戸市内[6]

## 購買層
- 地元青森県が9割。他県1位が宮城県、2位が東京都、3位が兵庫県[6]